# Trohleea humerusului

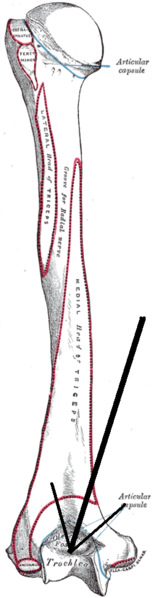
Osul humerus, vedere anterioară (săgeata arată trohleea humerusului)

Trohleea humerusului este denumirea părții mediale a suprafeței articulare humerale.
Se prezintă ca o depresiune convexă antero-posterior și concavă latero-lateral, ocupând partea anterioară, inferioară și posterioară a extremității humerale.
Se articulează cu ulna. 